# Кругляков Сергій Іванович
Кругляков Сергій Іванович (*1879 — ?) — директор бібліотеки Львівської політехніки у 1945—1947 рр.
Народився у 1879 р. в с. Новотроїцькому Запорізької області В 1905 р. закінчив Херсонську учительську семінарію, працював народним учителем. З 1919 р. Член РСДРП(б).
Бібліотечну роботу розпочав в Одесі, як завідувач 2-ї міської бібліотеки. З 1934 р. на бібліотечних посадах в Центральній науковій бібліотеці Харкова, з 1936 по 1941 роки — заступник директора ЦНБ.
У 1941—1943 рр. в евакуації в Таджикистані. З 1943 по березень 1945 р. — директор ЦНБ у Харкові.
З березня 1945 р. у Львові на посаді директора Наукової бібліотеки ЛПІ. У 1947 р. звільнений у зв'язку з переходом на пенсію.

## Нагороди
Нагороджений медаллю «За доблесну працю у Великій Вітчизняній війні 1941—1945 рр.».